# Indianapolis 500 in 2016
De 100e editie van de Indianapolis 500 werd in 2016 verreden op zondag 29 mei op de Indianapolis Motor Speedway in Indianapolis in de staat Indiana. Titelhouder Juan Pablo Montoya wist zijn titel niet te prolongeren na een crash in de 63e ronde. James Hinchcliffe wist zich op pole positie te kwalificeren, een jaar nadat hij tijdens de trainingen voor de vorige editie van de race zwaar crashte. Alexander Rossi werd winnaar van deze editie, het was zijn eerste overwinning in de IndyCar Series en tevens de eerste keer sinds Hélio Castroneves in 2001 dat een rookie de race won.
Voorafgaand aan deze race werd er een race verreden op het binnencircuit, deze werd gewonnen door Simon Pagenaud.

## Inschrijvingen
Aan deze race namen zes Indy 500-winnaars mee. De titelhouder en winnaar in 2000, Juan Pablo Montoya, kwam uit voor Team Penske, naast teamgenoot en drievoudig winnaar Hélio Castroneves (2001, 2002, 2009). Tony Kanaan (2013) en Scott Dixon (2008) kwamen uit voor Chip Ganassi Racing. De winnaar van 2014, Ryan Hunter-Reay, nam deel met Andretti Autosport. Buddy Lazier, de kampioen van 1996, nam net als de vorige drie edities deel aan de race met een eigen team.
W = eerdere winnaar
R = rookie
| Nr | Rijders              | Team                                         | Motor     |
| -- | -------------------- | -------------------------------------------- | --------- |
| 02 | Juan Pablo Montoya W | Team Penske                                  | Chevrolet |
| 03 | Hélio Castroneves W  | Team Penske                                  | Chevrolet |
| 04 | Buddy Lazier W       | Lazier Burns Racing                          | Chevrolet |
| 05 | James Hinchcliffe    | Schmidt Peterson Motorsports                 | Honda     |
| 06 | J.R. Hildebrand      | Ed Carpenter Racing                          | Chevrolet |
| 07 | Mikhail Aleshin      | Schmidt Peterson Motorsports                 | Honda     |
| 08 | Max Chilton R        | Chip Ganassi Racing                          | Chevrolet |
| 09 | Scott Dixon W        | Chip Ganassi Racing                          | Chevrolet |
| 10 | Tony Kanaan W        | Chip Ganassi Racing                          | Chevrolet |
| 11 | Sébastien Bourdais   | KVSH Racing                                  | Chevrolet |
| 12 | Will Power           | Team Penske                                  | Chevrolet |
| 14 | Takuma Sato          | A.J. Foyt Enterprises                        | Honda     |
| 15 | Graham Rahal         | Rahal Letterman Lanigan Racing               | Honda     |
| 16 | Spencer Pigot R      | Rahal Letterman Lanigan Racing               | Honda     |
| 18 | Conor Daly           | Dale Coyne Racing                            | Honda     |
| 19 | Gabby Chaves         | Dale Coyne Racing                            | Honda     |
| 20 | Ed Carpenter         | Ed Carpenter Racing                          | Chevrolet |
| 21 | Josef Newgarden      | Ed Carpenter Racing                          | Chevrolet |
| 22 | Simon Pagenaud       | Team Penske                                  | Chevrolet |
| 24 | Sage Karam           | Dreyer & Reinbold Racing                     | Chevrolet |
| 25 | Stefan Wilson R      | KVSH Racing                                  | Chevrolet |
| 26 | Carlos Muñoz         | Andretti Autosport                           | Honda     |
| 27 | Marco Andretti       | Andretti Autosport                           | Honda     |
| 28 | Ryan Hunter-Reay W   | Andretti Autosport                           | Honda     |
| 29 | Townsend Bell        | Andretti Autosport                           | Honda     |
| 35 | Alex Tagliani        | A.J. Foyt Enterprises                        | Honda     |
| 41 | Jack Hawksworth      | A.J. Foyt Enterprises                        | Honda     |
| 42 | Charlie Kimball      | Chip Ganassi Racing                          | Chevrolet |
| 61 | Matthew Brabham R    | PIRTEK Team Murray                           | Chevrolet |
| 63 | Pippa Mann           | Dale Coyne Racing                            | Honda     |
| 77 | Oriol Servià         | Schmidt Peterson Motorsports                 | Honda     |
| 88 | Bryan Clauson        | Jonathan Byrd's Racing                       | Honda     |
| 98 | Alexander Rossi R    | Andretti Herta Autosport with Curb Agajanian | Honda     |

## Kwalificatie

### Dag 1 - Zaterdag 21 mei
De snelste negen coureurs gingen door naar de Fast Nine Shootout op zondag 22 mei, terwijl de overige coureurs op dezelfde dag de posities 10 tot en met 33 bepaalden.
| Positie                         | Nr                              | Rijder                          | Team                                         | Motor                           | Snelheid (m/h)                  |
| Snelste 9 rijders: Posities 1–9 | Snelste 9 rijders: Posities 1–9 | Snelste 9 rijders: Posities 1–9 | Snelste 9 rijders: Posities 1–9              | Snelste 9 rijders: Posities 1–9 | Snelste 9 rijders: Posities 1–9 |
| ------------------------------- | ------------------------------- | ------------------------------- | -------------------------------------------- | ------------------------------- | ------------------------------- |
| 1                               | 05                              | James Hinchcliffe               | Schmidt Peterson Motorsports                 | Honda                           | 230.946                         |
| 2                               | 28                              | Ryan Hunter-Reay (W)            | Andretti Autosport                           | Honda                           | 230.805                         |
| 3                               | 12                              | Will Power                      | Team Penske                                  | Chevrolet                       | 230.736                         |
| 4                               | 03                              | Hélio Castroneves (W)           | Team Penske                                  | Chevrolet                       | 230.500                         |
| 5                               | 29                              | Townsend Bell                   | Andretti Autosport                           | Honda                           | 230.452                         |
| 6                               | 21                              | Josef Newgarden                 | Ed Carpenter Racing                          | Chevrolet                       | 230.229                         |
| 7                               | 07                              | Mikhail Aleshin                 | Schmidt Peterson Motorsports                 | Honda                           | 230.209                         |
| 8                               | 26                              | Carlos Muñoz                    | Andretti Autosport                           | Honda                           | 230.173                         |
| 9                               | 22                              | Simon Pagenaud                  | Team Penske                                  | Chevrolet                       | 230.102                         |
| Posities 10–33                  |                                 |                                 |                                              |                                 |                                 |
| 10                              | 98                              | Alexander Rossi (R)             | Andretti Herta Autosport with Curb Agajanian | Honda                           | 230.048                         |
| 11                              | 27                              | Marco Andretti                  | Andretti Autosport                           | Honda                           | 230.037                         |
| 12                              | 02                              | Juan Pablo Montoya (W)          | Team Penske                                  | Chevrolet                       | 229.745                         |
| 13                              | 09                              | Scott Dixon (W)                 | Chip Ganassi Racing                          | Chevrolet                       | 229.497                         |
| 14                              | 20                              | Ed Carpenter                    | Ed Carpenter Racing                          | Chevrolet                       | 229.429                         |
| 15                              | 06                              | J.R. Hildebrand                 | Ed Carpenter Racing                          | Chevrolet                       | 229.075                         |
| 16                              | 14                              | Takuma Sato                     | A.J. Foyt Enterprises                        | Honda                           | 228.096                         |
| 17                              | 18                              | Conor Daly                      | Dale Coyne Racing                            | Honda                           | 227.862                         |
| 18                              | 22                              | Sage Karam                      | Dreyer & Reinbold Racing                     | Chevrolet                       | 227.821                         |
| 19                              | 10                              | Tony Kanaan (W)                 | Chip Ganassi Racing                          | Chevrolet                       | 227.679                         |
| 20                              | 11                              | Sébastien Bourdais              | KVSH Racing                                  | Chevrolet                       | 227.442                         |
| 21                              | 15                              | Graham Rahal                    | Rahal Letterman Lanigan Racing               | Honda                           | 227.437                         |
| 22                              | 88                              | Bryan Clauson                   | Jonathan Byrd's Racing                       | Honda                           | 227.110                         |
| 23                              | 16                              | Spencer Pigot (R)               | Rahal Letterman Lanigan Racing               | Honda                           | 227.100                         |
| 24                              | 32                              | Oriol Servià                    | Schmidt Peterson Motorsports                 | Honda                           | 226.893                         |
| 25                              | 42                              | Charlie Kimball                 | Chip Ganassi Racing                          | Chevrolet                       | 226.549                         |
| 26                              | 61                              | Matthew Brabham (R)             | PIRTEK Team Murray                           | Chevrolet                       | 226.390                         |
| 27                              | 25                              | Stefan Wilson (R)               | KVSH Racing                                  | Chevrolet                       | 225.560                         |
| 28                              | 41                              | Jack Hawksworth                 | A.J. Foyt Enterprises                        | Honda                           | 225.388                         |
| 29                              | 35                              | Alex Tagliani                   | A.J. Foyt Enterprises                        | Honda                           | 224.507                         |
| 30                              | 04                              | Buddy Lazier (W)                | Lazier Burns Racing                          | Chevrolet                       | 224.341                         |
| 31                              | 08                              | Max Chilton (R)                 | Chip Ganassi Racing                          | Chevrolet                       | Geen tijd                       |
| 32                              | 19                              | Gabby Chaves                    | Dale Coyne Racing                            | Honda                           | Geen tijd                       |
| 33                              | 63                              | Pippa Mann                      | Dale Coyne Racing                            | Honda                           | Crash                           |
| Officiële uitslag               |                                 |                                 |                                              |                                 |                                 |

### Dag 2 - Zondag 22 mei
| Positie        | Nr             | Rijder                 | Team                                         | Motor          | Snelheid (m/h) | Punten         |
| Posities 10–33 | Posities 10–33 | Posities 10–33         | Posities 10–33                               | Posities 10–33 | Posities 10–33 | Posities 10–33 |
| -------------- | -------------- | ---------------------- | -------------------------------------------- | -------------- | -------------- | -------------- |
| 10             | 32             | Oriol Servià           | Schmidt Peterson Motorsports                 | Honda          | 229.060        | 24             |
| 11             | 98             | Alexander Rossi (R)    | Andretti Herta Autosport with Curb Agajanian | Honda          | 228.473        | 23             |
| 12             | 14             | Takuma Sato            | A.J. Foyt Enterprises                        | Honda          | 228.029        | 22             |
| 13             | 09             | Scott Dixon (W)        | Chip Ganassi Racing                          | Chevrolet      | 227.991        | 21             |
| 14             | 27             | Marco Andretti         | Andretti Autosport                           | Honda          | 227.969        | 20             |
| 15             | 06             | J.R. Hildebrand        | Ed Carpenter Racing                          | Chevrolet      | 227.876        | 19             |
| 16             | 42             | Charlie Kimball        | Chip Ganassi Racing                          | Chevrolet      | 227.822        | 18             |
| 17             | 02             | Juan Pablo Montoya (W) | Team Penske                                  | Chevrolet      | 227.684        | 17             |
| 18             | 10             | Tony Kanaan (W)        | Chip Ganassi Racing                          | Chevrolet      | 227.430        | 16             |
| 19             | 11             | Sébastien Bourdais     | KVSH Racing                                  | Chevrolet      | 227.428        | 15             |
| 20             | 20             | Ed Carpenter           | Ed Carpenter Racing                          | Chevrolet      | 227.226        | 14             |
| 21             | 19             | Gabby Chaves           | Dale Coyne Racing                            | Honda          | 227.192        | 13             |
| 22             | 08             | Max Chilton (R)        | Chip Ganassi Racing                          | Chevrolet      | 226.686        | 12             |
| 23             | 22             | Sage Karam             | Dreyer & Reinbold Racing                     | Chevrolet      | 226.436        | 11             |
| 24             | 18             | Conor Daly             | Dale Coyne Racing                            | Honda          | 226.312        | 10             |
| 25             | 63             | Pippa Mann             | Dale Coyne Racing                            | Honda          | 226.006        | 9              |
| 26             | 15             | Graham Rahal           | Rahal Letterman Lanigan Racing               | Honda          | 225.847        | 8              |
| 27             | 61             | Matthew Brabham (R)    | PIRTEK Team Murray                           | Chevrolet      | 225.727        | 7              |
| 28             | 88             | Bryan Clauson          | Jonathan Byrd's Racing                       | Honda          | 225.266        | 6              |
| 29             | 16             | Spencer Pigot (R)      | Rahal Letterman Lanigan Racing               | Honda          | 224.847        | 5              |
| 30             | 25             | Stefan Wilson (R)      | KVSH Racing                                  | Chevrolet      | 224.602        | 4              |
| 31             | 41             | Jack Hawksworth        | A.J. Foyt Enterprises                        | Honda          | 224.596        | 3              |
| 32             | 04             | Buddy Lazier (W)       | Lazier Burns Racing                          | Chevrolet      | 222.154        | 2              |
| 33             | 35             | Alex Tagliani          | A.J. Foyt Enterprises                        | Honda          | Crash          | 1              |

| Positie           | Nr        | Rijder                | Team                         | Motor     | Snelheid (m/h) | Punten    |
| Fast Nine         | Fast Nine | Fast Nine             | Fast Nine                    | Fast Nine | Fast Nine      | Fast Nine |
| ----------------- | --------- | --------------------- | ---------------------------- | --------- | -------------- | --------- |
| 1                 | 05        | James Hinchcliffe     | Schmidt Peterson Motorsports | Honda     | 230.760        | 42        |
| 2                 | 21        | Josef Newgarden       | Ed Carpenter Racing          | Chevrolet | 230.700        | 40        |
| 3                 | 28        | Ryan Hunter-Reay (W)  | Andretti Autosport           | Honda     | 230.648        | 38        |
| 4                 | 29        | Townsend Bell         | Andretti Autosport           | Honda     | 230.481        | 36        |
| 5                 | 26        | Carlos Muñoz          | Andretti Autosport           | Honda     | 230.287        | 34        |
| 6                 | 12        | Will Power            | Team Penske                  | Chevrolet | 229.669        | 32        |
| 7                 | 07        | Mikhail Aleshin       | Schmidt Peterson Motorsports | Honda     | 229.562        | 30        |
| 8                 | 22        | Simon Pagenaud        | Team Penske                  | Chevrolet | 229.139        | 28        |
| 9                 | 03        | Hélio Castroneves (W) | Team Penske                  | Chevrolet | 229.115        | 26        |
| Officiële uitslag |           |                       |                              |           |                |           |

## Startgrid
| Rij | Binnen | Binnen             | Midden | Midden                 | Buiten | Buiten                |
| --- | ------ | ------------------ | ------ | ---------------------- | ------ | --------------------- |
| 1   | 5      | James Hinchcliffe  | 21     | Josef Newgarden        | 28     | Ryan Hunter-Reay (W)  |
| 2   | 29     | Townsend Bell      | 26     | Carlos Muñoz           | 12     | Will Power            |
| 3   | 7      | Mikhail Aleshin    | 22     | Simon Pagenaud         | 3      | Hélio Castroneves (W) |
| 4   | 77     | Oriol Servià       | 98     | Alexander Rossi (R)    | 14     | Takuma Sato           |
| 5   | 9      | Scott Dixon (W)    | 27     | Marco Andretti         | 6      | J.R. Hildebrand       |
| 6   | 42     | Charlie Kimball    | 2      | Juan Pablo Montoya (W) | 10     | Tony Kanaan (W)       |
| 7   | 11     | Sébastien Bourdais | 20     | Ed Carpenter           | 19     | Gabby Chaves          |
| 8   | 8      | Max Chilton (R)    | 24     | Sage Karam             | 18     | Conor Daly            |
| 9   | 63     | Pippa Mann         | 15     | Graham Rahal           | 61     | Matthew Brabham (R)   |
| 10  | 88     | Bryan Clauson      | 16     | Spencer Pigot (R)      | 25     | Stefan Wilson (R)     |
| 11  | 41     | Jack Hawksworth    | 4      | Buddy Lazier (W)       | 35     | Alex Tagliani         |

- (W) = Voormalig Indianapolis 500 winnaars
- (R) = Indianapolis 500 rookie

## Race uitslag
| Positie           | Nr | Rijder                 | Team                                         | Motor     | Ronden | Tijd/Opgave  | Pitstops | Grid | Ronden aan de leiding | Punten |
| ----------------- | -- | ---------------------- | -------------------------------------------- | --------- | ------ | ------------ | -------- | ---- | --------------------- | ------ |
| 1                 | 98 | Alexander Rossi (R)    | Andretti Herta Autosport with Curb Agajanian | Honda     | 200    | 3:00:02.0872 | 8        | 11   | 14                    | 124    |
| 2                 | 26 | Carlos Muñoz           | Andretti Autosport                           | Honda     | 200    | +4.4975      | 8        | 5    | 10                    | 115    |
| 3                 | 21 | Josef Newgarden        | Ed Carpenter Racing                          | Chevrolet | 200    | +4.9304      | 8        | 2    | 14                    | 111    |
| 4                 | 10 | Tony Kanaan (W)        | Chip Ganassi Racing                          | Chevrolet | 200    | +10.4963     | 8        | 18   | 19                    | 81     |
| 5                 | 42 | Charlie Kimball        | Chip Ganassi Racing                          | Chevrolet | 200    | +10.5218     | 9        | 16   | 0                     | 78     |
| 6                 | 6  | J.R. Hildebrand        | Ed Carpenter Racing                          | Chevrolet | 200    | +11.3459     | 7        | 15   | 4                     | 76     |
| 7                 | 5  | James Hinchcliffe      | Schmidt Peterson Motorsports                 | Honda     | 200    | +12.7744     | 8        | 1    | 27                    | 95     |
| 8                 | 9  | Scott Dixon (W)        | Chip Ganassi Racing                          | Chevrolet | 200    | +15.1607     | 8        | 13   | 0                     | 69     |
| 9                 | 11 | Sébastien Bourdais     | KVSH Racing                                  | Chevrolet | 200    | +21.0613     | 9        | 19   | 0                     | 59     |
| 10                | 12 | Will Power             | Team Penske                                  | Chevrolet | 200    | +21.5171     | 8        | 6    | 8                     | 73     |
| 11                | 3  | Hélio Castroneves (W)  | Team Penske                                  | Chevrolet | 200    | +22.1015     | 9        | 9    | 24                    | 65     |
| 12                | 77 | Oriol Servià           | Schmidt Peterson Motorsports                 | Honda     | 200    | +23.8140     | 9        | 10   | 0                     | 60     |
| 13                | 27 | Marco Andretti         | Andretti Autosport                           | Honda     | 200    | +24.9700     | 9        | 14   | 0                     | 54     |
| 14                | 15 | Graham Rahal           | Rahal Letterman Lanigan Racing               | Honda     | 200    | +28.2494     | 9        | 26   | 0                     | 40     |
| 15                | 8  | Max Chilton (R)        | Chip Ganassi Racing                          | Chevrolet | 200    | +28.7589     | 10       | 22   | 0                     | 42     |
| 16                | 41 | Jack Hawksworth        | A.J. Foyt Enterprises                        | Honda     | 200    | +32.1748     | 9        | 31   | 0                     | 31     |
| 17                | 35 | Alex Tagliani          | A.J. Foyt Enterprises                        | Honda     | 200    | +32.1993     | 7        | 33   | 11                    | 28     |
| 18                | 63 | Pippa Mann             | Dale Coyne Racing                            | Honda     | 199    | +1 ronde     | 8        | 25   | 0                     | 33     |
| 19                | 22 | Simon Pagenaud         | Team Penske                                  | Chevrolet | 199    | +1 ronde     | 10       | 8    | 0                     | 50     |
| 20                | 19 | Gabby Chaves           | Dale Coyne Racing                            | Honda     | 199    | +1 ronde     | 11       | 21   | 0                     | 33     |
| 21                | 29 | Townsend Bell          | Andretti Autosport                           | Honda     | 199    | +1 ronde     | 11       | 4    | 12                    | 55     |
| 22                | 61 | Matthew Brabham (R)    | PIRTEK Team Murray                           | Chevrolet | 199    | +1 ronde     | 8        | 27   | 0                     | 23     |
| 23                | 88 | Bryan Clauson          | Jonathan Byrd's Racing                       | Honda     | 198    | +2 ronden    | 10       | 28   | 3                     | 21     |
| 24                | 28 | Ryan Hunter-Reay (W)   | Andretti Autosport                           | Honda     | 198    | +2 ronden    | 8        | 3    | 52                    | 53     |
| 25                | 16 | Spencer Pigot (R)      | Rahal Letterman Lanigan Racing               | Honda     | 195    | +5 ronden    | 8        | 29   | 0                     | 15     |
| 26                | 14 | Takuma Sato            | A.J. Foyt Enterprises                        | Honda     | 163    | Ongeluk      | 6        | 12   | 0                     | 32     |
| 27                | 7  | Mikhail Aleshin        | Schmidt Peterson Motorsports                 | Honda     | 126    | Ongeluk      | 5        | 7    | 0                     | 40     |
| 28                | 25 | Stefan Wilson (R)      | KVSH Racing                                  | Chevrolet | 119    | Elektrisch   | 6        | 30   | 0                     | 14     |
| 29                | 18 | Conor Daly             | Dale Coyne Racing                            | Honda     | 115    | Ongeluk      | 4        | 24   | 0                     | 20     |
| 30                | 4  | Buddy Lazier (W)       | Lazier Burns Racing                          | Chevrolet | 100    | Mechanisch   | 6        | 32   | 0                     | 12     |
| 31                | 20 | Ed Carpenter           | Ed Carpenter Racing                          | Chevrolet | 98     | Mechanisch   | 5        | 20   | 0                     | 24     |
| 32                | 24 | Sage Karam             | Dreyer & Reinbold Racing                     | Chevrolet | 93     | Ongeluk      | 3        | 23   | 2                     | 22     |
| 33                | 2  | Juan Pablo Montoya (W) | Team Penske                                  | Chevrolet | 63     | Ongeluk      | 2        | 17   | 0                     | 27     |
| Officiële uitslag |    |                        |                                              |           |        |              |          |      |                       |        |

1911 · 1912 · 1913 · 1914 · 1915 · 1916 · 1917 · 1918 · 1919 · 1920 · 1921 · 1922 · 1923 · 1924 · 1925 · 1926 · 1927 · 1928 · 1929 · 1930 · 1931 · 1932 · 1933 · 1934 · 1935 · 1936 · 1937 · 1938 · 1939 · 1940 · 1941 · 1942 · 1943 · 1944 · 1945 · 1946 · 1947 · 1948 · 1949 · 1950 · 1951 · 1952 · 1953 · 1954 · 1955 · 1956 · 1957 · 1958 · 1959 · 1960 · 1961 · 1962 · 1963 · 1964 · 1965 · 1966 · 1967 · 1968 · 1969 · 1970 · 1971 · 1972 · 1973 · 1974 · 1975 · 1976 · 1977 · 1978 · 1979 · 1980 · 1981 · 1982 · 1983 · 1984 · 1985 · 1986 · 1987 · 1988 · 1989 · 1990 · 1991 · 1992 · 1993 · 1994 · 1995 · 1996 · 1997 · 1998 · 1999 · 2000 · 2001 · 2002 · 2003 · 2004 · 2005 · 2006 · 2007 · 2008 · 2009 · 2010 · 2011 · 2012 · 2013 · 2014 · 2015 · 2016 · 2017 · 2018 · 2019 · 2020 · 2021 · 2022 · 2023 · 2024